# نورثرن ایر (کانادا)
نورثرن ایر (به انگلیسی: Northern Air (Canada)) یک شرکت هواپیمایی است که در تاریخ ۱۹۸۴ میلادی تأسیس شده‌است.
دفتر مرکزی نورثرن ایر در آلبرتا واقع شده‌است و قطب این شرکت هواپیمایی در فرودگاه پیس ریور قرار دارد و به ۳ مقصد، پرواز مستقیم انجام می‌دهد.

## مقصدهای پروازی
- فرودگاه بین‌المللی کالگری
- فرودگاه بین‌المللی ادمونتون
- فرودگاه پیس ریور قطب
- فرودگاه وایت‌کورت